# Marcinkowo (powiat braniewski)
Marcinkowo – osada w Polsce położona w województwie warmińsko-mazurskim, w powiecie braniewskim, w gminie Braniewo.
W latach 1975–1998 miejscowość administracyjnie należała do województwa elbląskiego. Osada znajduje się w historycznym regionie Warmia.
Inne miejscowości o nazwie Marcinkowo: Marcinkowo, Marcinków
- Marcinkowo. braniewo-ug.bil-wm.pl. [zarchiwizowane z tego adresu (2007-09-28)].